# Franz Ignaz Schwerdt
Franz Ignaz Schwerdt (* 17. November 1830 in Kirchworbis; † 29. November 1916 in Bad Homburg vor der Höhe) war ein deutscher Klassischer Philologe.

## Leben
Franz Ignaz Schwerdt besuchte das Gymnasium in Heiligenstadt und studierte anschließend Klassische Philologie an der Universitäten München und Bonn (1854–1855, bei Friedrich Ritschl, Otto Jahn und Friedrich Gottlieb Welcker) und an der Akademie Münster, wo ihn insbesondere der Gräzist Franz Winiewski prägte. Bei ihm wurde Schwerdt am 12. März 1856 mit einer Dissertation über Aischylos’ Tragödien zum Dr. phil. promoviert (magna cum laude). Mit dem kurz darauf bestandenen Lehramtsexamen begab sich Schwerdt nach Berlin, wo er sich eineinhalb Jahre lang am Seminar für gelehrte Schulen unter der Leitung von August Boeckh ausbilden ließ.
Zu Ostern 1858 nahm Schwerdt eine provisorische Lehrerstelle am katholischen Gymnasium zu Köln an. 1859 wechselte er als ordentlicher Lehrer an das Königliche Gymnasium zu Koblenz. Zu Ostern 1861 ging er als außerordentlicher Professor für Klassische Philologie an die Akademie Münster, der er zu diesem Zweck eine Habilitationsschrift über die Metrik der attischen Tragiker Aischylos, Sophokles und Euripides vorlegte. Schwerdt hielt Vorlesungen über griechische und lateinische Dichter und Historiker sowie über griechische Grammatik, Metrik und Topographie ab.
Nach dem Tod von Ferdinand Deycks stand Schwerdt auf der Vorschlagsliste für den ordentlichen Lehrstuhl für Lateinische Philologie. Allerdings wurde ihm der externe Kandidat Peter Langen vorgezogen. Nach dieser Zurücksetzung legte Schwerdt seine Professur nieder und zog mit seiner Familie nach Bonn, wo er seitdem als Privatgelehrter lebte.
Schwerdt starb hochbetagt in Bad Homburg vor der Höhe. Seine letzte Ruhestätte fand er, wie seine Gattin zwei Jahre nach ihm, in der Familiengruft des Franz Dominicus Brentano auf dem Frankfurter Hauptfriedhof.

## Wissenschaftliches Werk
Schwerdts Forschungsschwerpunkt waren die griechischen Tragödien, besonders des Aischylos, sowie die Oden des Horaz. In seinen vorwiegend textkritischen Studien sowie in einer Ausgabe der Tragödie Die Schutzflehenden (1858) zeigte er eine starke Neigung zur Konjekturalkritik. Sowohl sein Arbeitsprinzip als auch seine einzelnen Konjekturen wurden von der Fachwelt stark kritisiert und weitgehend abgelehnt.

## Familie
Schwerdt war ab dem 10. Januar 1861 mit Marie Agnes Brentano (1837–1918) verheiratet, der ältesten Tochter des Frankfurter Großkaufmanns Georg Brentano (1801–1852) und der Kaufmannstochter Lilla Brentano geb. Pfeifer  (1813–1868). Aus der Ehe gingen vier Kinder hervor, darunter die Tochter Lilla Beata (1863–1948), die 1884 den Rechtsanwalt und späteren hessischen Landtagsabgeordneten Otto von Brentano di Tremezzo (1855–1927) heiratete.

## Schriften (Auswahl)
- Quaestiones Aeschyleae criticae. Münster 1856 (Dissertation, Digitalisat)
- Aeschyli Supplices / Αἰσχύλου Ἱκέτιδες. Ex recensione Godofredi Hermanni passim emendata scholarum in usum edidit et notis instruxit. 2 Teile, Berlin 1858
- De nova Aeschyli Agamemnonis recensione. Koblenz 1860 (Schulprogramm)
- De metris Aeschyli, Sophoclis, Euripidis specimen I. Bonn 1861 (Habilitationsschrift)
- Probe einer neuen Horaz-Recension. Mit einem Anhang: Emendationen zu Tacitus und Velleius Paterculus. Münster 1863
- Über die innere Form der Horazischen Oden. Ein Beitrag zur richtigen Auffassung des Dichters. Münster 1868
- Methodologische Beiträge zur Wiederherstellung der griechischen Tragiker. Leipzig 1886
- Papst Leo XIII. Ein Blick auf seine Jugend und seine Dichtungen. Augsburg 1887